# Ruda-Kolonia (województwo mazowieckie)
Ruda-Kolonia – kolonia w Polsce położona w województwie mazowieckim, w powiecie sokołowskim, w gminie Bielany.
Wierni wyznania Rzymskokatolickiego zamieszkali we wsi należą do parafii św. Wawrzyńca w Kożuchówku.
W latach 1975–1998 miejscowość położona była w województwie siedleckim.